# مایک میلز
مایک میلز (انگلیسی: Michael Edward "Mike" Mills؛ زادهٔ ۱۷ دسامبر ۱۹۵۸) یک موسیقی‌دان اهل ایالات متحده آمریکا است.
 وی از سال ۱۹۸۰ میلادی تاکنون مشغول فعالیت بوده‌است.